# Archimandrita

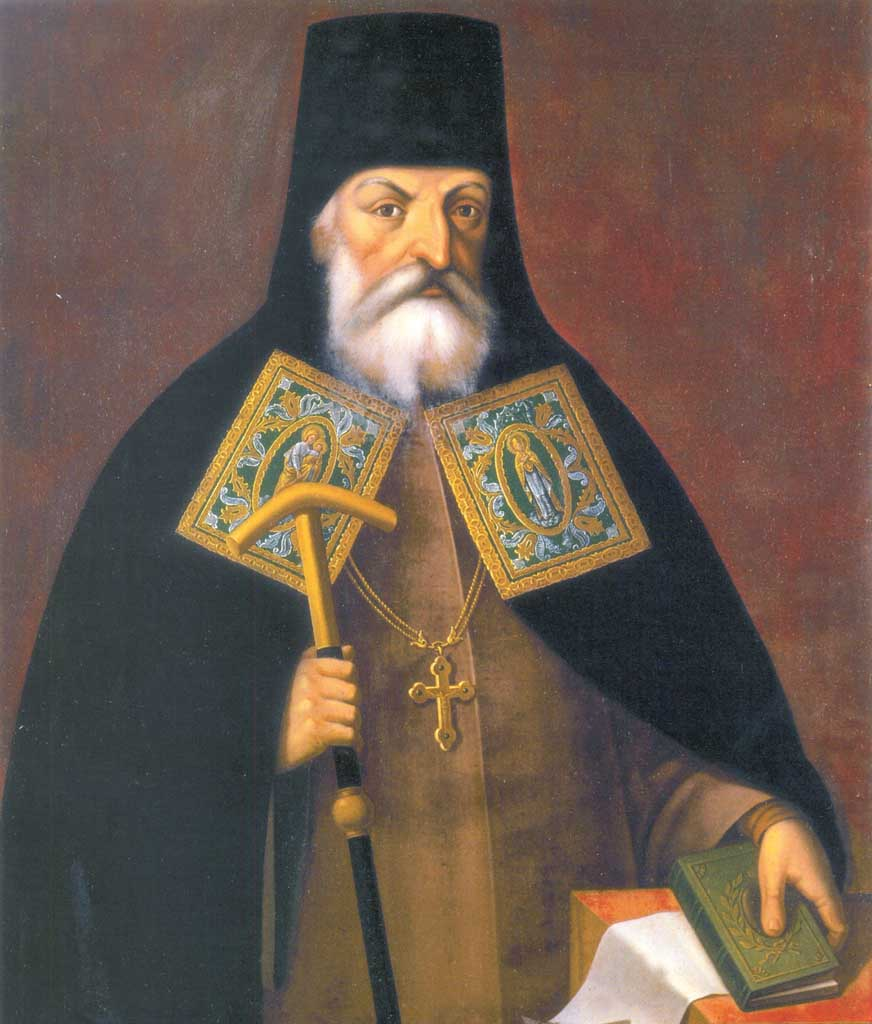
Ioanykij Haljatovskyj (1620-1688), Ukrajinský archimandrita ze 17. století

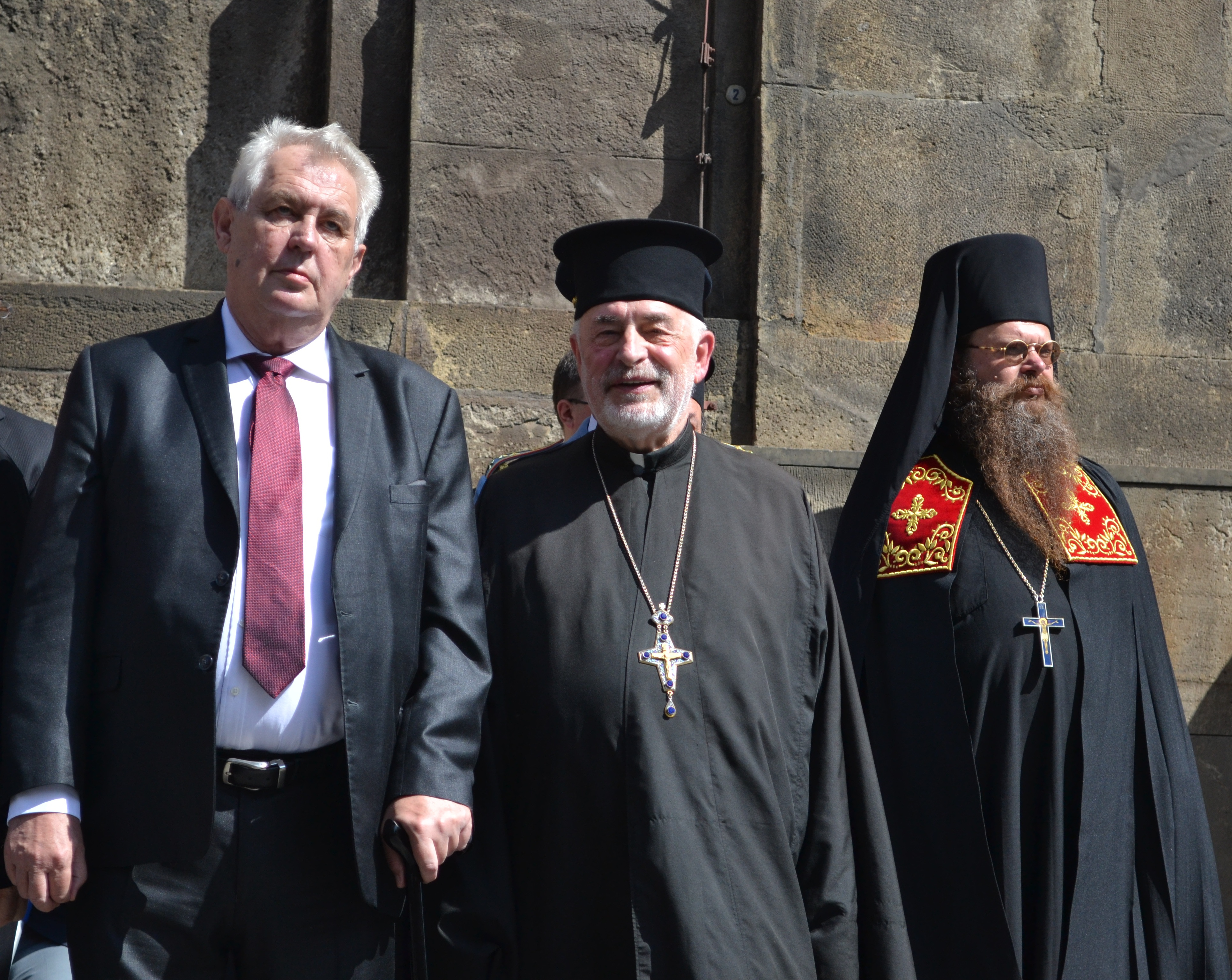
Zleva prezident Zeman, protopresbyter Šuvarský a archimandrita Marek (Krupica) v roce 2014

Archimandrita (řidčeji archimandrit) je označení pro představeného kláštera v křesťanských církvích východního (byzantského) ritu.

## Hierarchické postavení
Archimandrité mají vyšší postavení než řádní igumeni, kterým jsou nadřazeni. Archimandrita však nemusí být ustanoven (zvolen) v každém klášteře. V západní církvi je ekvivalent titulu arciopat. 